# Ivana Třešňáková
Ivana Třešňáková (* 21. února 1958, Praha) je československá hráčka basketbalu. Je vysoká 184 cm.

## Sportovní kariéra
V basketbalovém reprezentačním družstvu Československa v letech 1977 až 1981 hrála celkem 33 utkání a má podíl na dosažených sportovních výsledcích. Zúčastnila se kvalifikace na Olympijské hry 1980 (Montreal, Kanada) - 8. místo, tří Mistrovství Evropy 1978, 1980, 1981, na nichž získala dvě bronzové medaile za třetí místa v letech 1978 a 1981. Na Mistrovství Evropy juniorek v roce 1977 v Bulharsku s družstvem Československa skončila na třetím místě. Hrála za družstvo žen Výběru Evropy v roce 1981 v Itálii Caserta proti Sovětskému svazu (64:90).
V československé basketbalové lize žen hrála celkem 6 sezón (1976-1982) za družstvo Sparta Praha, s nímž získala v ligové soutěži pět titulů mistra Československa (1976-1981) a jedno druhé místo (1982). V roce 1980 byla vybrána jako basketbalistka roku a letech 1978-1981 byla třikrát vybrána do All-Stars - nejlepší pětice hráček československé ligy. Je na 84. místě v dlouhodobé tabulce střelkyň československé ligy žen za období 1963-1993 s počtem 1759 bodů. S klubem se zúčastnila 4 ročníků Poháru mistrů evropských zemí v basketbalu žen (PMEZ) s nímž se stala finalistou poháru 1978, prohra ve finále s GS San Giovanni, Itálie. Dále prohrála v semifinále Poháru mistrů 1977 proti CUC Clermont Ferrrand a dvakrát ve čtvrtfinále.  

## Sportovní statistiky

### Kluby
- 1976-1982 Sparta Praha, celkem 6 medailových umístění: 5x mistryně Československa (1976-1981), 1x vicemistryně Československa (1982)
- 1980 - 1x basketbalistka roku, 1977-1981 nejlepší pětka hráček ligy - zařazena 3x: 1977/78 až 1980/81

### Evropské poháry
S klubem Sparta Praha v Poháru mistrů evropských zemí v basketbalu žen (PMEZ)

(je uveden počet zápasů (vítězství - porážky) a celkový výsledek v soutěži:
- 1978 - 11 (7-4), výhra v semifinále nad Minior Perník, Bulharsko, prohra ve finále s GS San Giovanni, Itálie, 2. místo
- 1977 - 8 (5-3), v semifinále vyřazena od CUC Clermont Ferrand, Francie
- ve čtvrtfinálové skupině na 3. místě 1981 (10 7-3) a 1982 (8 3-1-4)
- Celkem 4 ročníků poháru, 1x účast ve finále a 2. místo, 1x účast v semifinále, 2x ve čtvrtfinálové skupině

### Československo
- Kvalifikace pro Olympijské hry 1980 (60 bodů /10 zápasů) 8. místo
- Mistrovství Evropy: 1978 Poznaň, Polsko (85 /8) 3. místo, 1980 Banja Luka, Jugoslávie (91 /8) 4. místo, 1981 Ancona, Itálie (61 /7) 3. místo, celkem na ME 237 bodů a 23 zápasů
- 1971-1981 na OH a ME celkem 297 bodů v 33 zápasech, na ME 2x třetí místo
- 1977 Mistrovství Evropy juniorek v Bulharsku (74 /7) 3. místo

### Výběr Evropy žen
Hrála za družstvo žen Výběru Evropy v Itálii Caserta dne 22.09.1981 proti Sovětskému svazu (64:90). Jejím spoluhráčkou byla Jana Stibůrková-Menclová